# Тамакава

37°12′39″ пн. ш. 140°24′32″ сх. д. / 37.21083° пн. ш. 140.40889° сх. д.
Тамака́ва (яп. 玉川村, たまかわむら, МФА: [tamakawa muɾa]) — село в Японії, в повіті Ісікава префектури Фукусіма. Станом на 1 жовтня 2008 площа села становила 46,56 км². Станом на 1 січня 2009 населення села становило 7452 осіб.